# Монтекасијано
Монтекасијано (итал. Montecassiano) насеље је у Италији у округу Мачерата, региону Марке.
Према процени из 2011. у насељу је живело 2099 становника. Насеље се налази на надморској висини од 187 м.

## Становништво
| 1931. | 1936. | 1951. | 1961. | 1971. | 1981. | 1991. | 2001. | 2011. |
| ----- | ----- | ----- | ----- | ----- | ----- | ----- | ----- | ----- |
| 4.907 | 4.977 | 4.919 | 4.876 | 5.144 | 5.465 | 5.950 | 6.577 | 7.185 |